# Nycticeius aenobarbus
Nycticeius aenobarbus é uma espécie de morcego da família Vespertilionidae. Sua distribuição geográfica é desconhecida e o único exemplar conhecido, é reportado da América do Sul.